# Ildebrando Gregori
Padre Ildebrando Gregori (Poggio Cinolfo, 8 maggio 1894 – Bassano Romano, 12 novembre 1985) è stato un presbitero italiano, dichiarato Venerabile dalla Chiesa cattolica. Fu determinante nell'assistenza dei numerosi orfani rimasti nella città di Roma dopo la distruzione della seconda guerra mondiale.

## Biografia

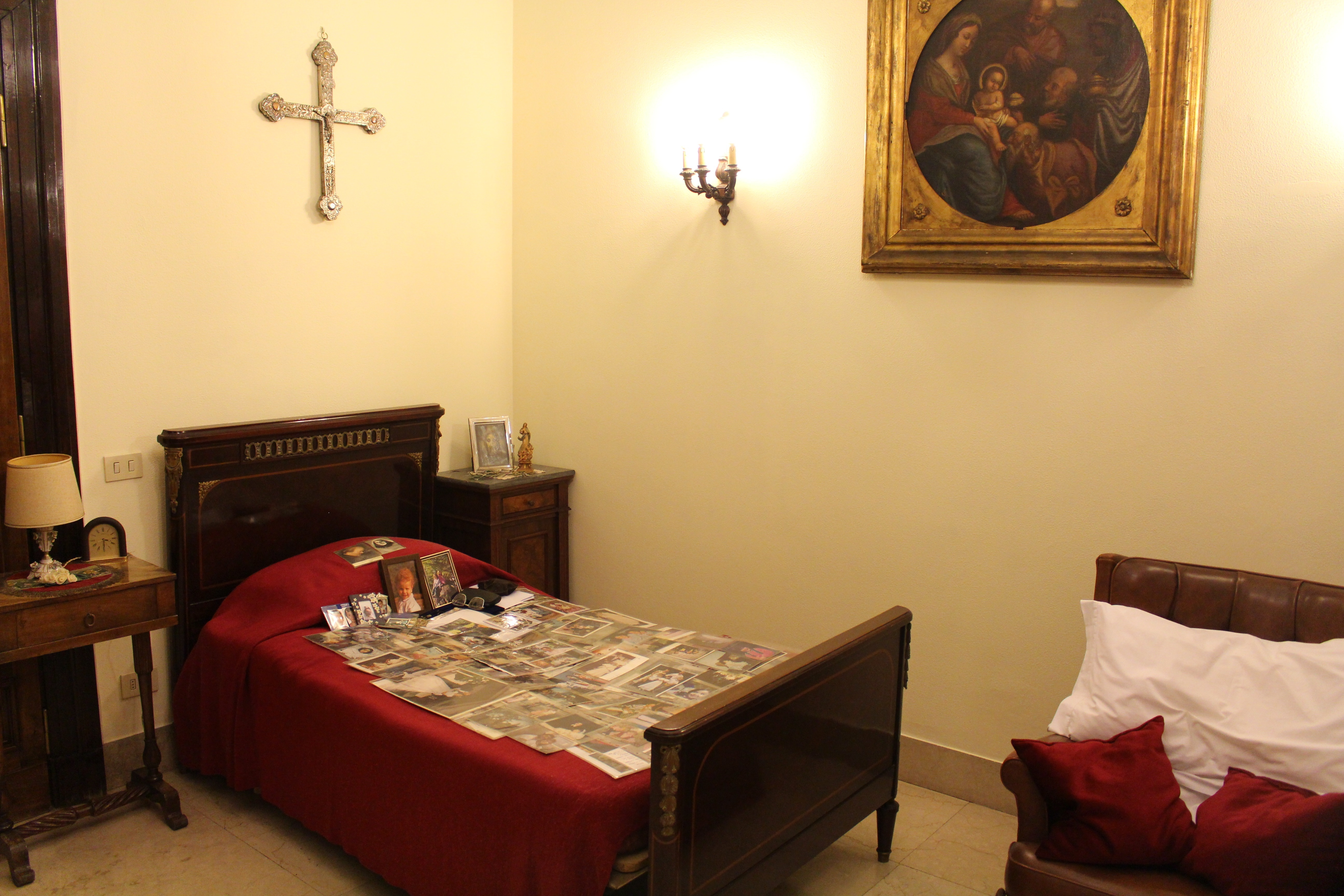
Letto dove Padre Ildebrando è morto il 12 novembre 1985

Battezzato come Alfredo Antonio Gregori nacque l'8 maggio 1894 a Poggio Cinolfo nel comune abruzzese di Carsoli (AQ). 
Da bambino frequentò il convento di San Francesco del suo paese natale.
Il 4 luglio del 1909 iniziò il noviziato nel protocenobio di monte Fano, nei pressi di Fabriano (AN), assumendo il nome religioso di Ildebrando. 
Entrò nella vita monastica unendosi ai silvestrini, un ramo dei benedettini.
In seguito fu eletto abate generale della congregazione e come tale si trovava nel monastero di Santo Stefano del Cacco a Roma, casa madre generale dell'ordine.
L'abate fu commosso dalla difficile situazione di molti orfani e bambini di strada che vide a Roma durante la seconda guerra mondiale. Iniziò a portare i giovani nel suo monastero per aiutarli, e nel 1942 fondò il monastero San Vincenzo a Bassano Romano, dove una piccola comunità di monaci si prendeva cura dei ragazzi. Immaginò, tuttavia, una comunità di religiose che avrebbero intrapreso questo compito.
Nel 1950 Gregori formò l'istituto religioso "Pio sodalizio", che nel 1977 divenne Riparatrici del Santo Volto di Nostro Signore Gesù Cristo. Diresse le sue figlie spirituali al "carisma della riparazione", inteso come un atto d'amore contro il "peccato dell'ingiustizia sociale", in riferimento al Volto Santo di Gesù. Le suore hanno diverse comunità in Italia, ma anche in Polonia, in Romania, in India e nella Repubblica Democratica del Congo.
Il 27 settembre 2000, in occasione del 50º anniversario della congregazione religiosa da lui fondata, Gregori fu onorato da una lettera ufficiale di Papa Giovanni Paolo II al cardinale Fiorenzo Angelini.
Gregori morì nel monastero di Bassano Romano il 12 novembre 1985.

## Venerazione
Il 29 febbraio 1992 fu avviato, presso il Vicariato di Roma, il processo canonico informativo per la beatificazione. Il 7 novembre 2014 fu dichiarato Venerabile da Papa Francesco.